# ابزار مشتقه
ابزار برگرفته (به انگلیسی: Derivative Contract) یا ابزار مُشتَقه قراردادی مالی است که ارزشش از یک دارایی دیگر مانند سهام، طلا، ارز یا نفت گرفته می‌شود. این قرارداد به افراد امکان می‌دهد بدون مالکیت مستقیم دارایی، روی تغییرات قیمت آن شرط‌بندی یا ریسک خود را مدیریت کنند. مشتقه‌ها برای پوشش ریسک، سفته‌بازی یا آربیتراژ در بازارهای مالی استفاده می‌شوند.
بنابراین قرارداد برگرفته ، به قرارداد یا اوراقی گفته می‌شود که ارزش آنها وابسته به ارزش اوراق بهادار، کالا، شمش یا ارز اصلی است و هیچ گونه ارزش مستقلی ندارند. پیمان آینده (قرارداد آتی) و اختیار معامله دو گونه از این ابزارها هستند که به‌طور معمول در بورسهای معتبر جهان داد و ستد می‌شوند.
ابزار برگرفته ابزاری است که از بازارهای پایه ای مثل کالا، انرژی، ارز، پول و سرمایه مشتق شده‌اند و در بورس‌های مربوط معامله می‌شوند.
در معاملات این ابزارها، اصل دارایی جابه‌جا نشده و عملکرد قیمت آن ناشی از تغییرات قیمت کالای مربوط است.
معاملات در این بازار نسبت به بازار نقدی سرعت و قدرت نقدشوندگی بیشتری دارد و هزینه کم تری در بازار ایجاد می‌کند و می‌تواند از نظر اقتصادی در انتقال خطر بازار و کاهش هزینه تأمین مالی، افزایش بازده دارایی، تعدیل سریع ساختار جریان نقدی و گریز از مالیات و در نهایت تغییر نرخ ثابت بدهی به نرخ شناور مؤثر باشد و به دلیل مشروع بودن نرخ شناور از نظر اسلام، این ابزار در کشورهای اسلامی مورد استفاده قرار گرفته‌است و زمینه‌های استفاده از آن در ایران هم در حال پایه‌ریزی است.
معمول‌ترین ابزارهای برگرفته عبارتند از: پایاپای‌ها، پیمان آتی و اختیار معامله و نیز قرارداد آتی. در واقع معنای حقیقی مشتقات، توافق میان دو گروه مشروط بر خروجی آتی دارایی پایه می‌باشد. تصور رایج آن است که ابزارهای برگرفته خود دارایی می‌باشند، در صورتی که این تصور نادرست است، زیرا که یک ابزار برگرفته خود به تنهایی نمی‌تواند ارزشی داشته و ایجاد نماید. اما بسیاری از ابزارهای معمول مانند پایاپای‌ها، معاملات آتی و اختیار معامله که دارای ارزش ذاتی نظری می‌باشند می‌توانند از طریق فرمولهایی همچون بلک شولز محاسبه‌شده و به صورت مکرر در بازارهای آزاد قبل از تاریخ سَررسید مورد معامله قرارگیرند.

## دسته‌بندی
ابزارهای برگرفته معمولاً بر حسب شرایط زیر دسته‌بندی می‌گردند:
1. ارتباط میان دارایی پایه و ابزار برگرفته (مانند قراردادهای آتی، اختیار معامله و پایاپای‌ها)
2. نوع دارایی پایه (مانند مشتقات سرمایه، مشتقات ارزی و مشتقات نرخهای بهره)
3. بازاری که در آن مورد معامله قرار می‌گیرند. (مانند بازار ارز یا فرابورس)

ابرازهای برگرفته به دلایل مختلفی همچون دلایل زیر از سوی سرمایه‌گذاران مورد استفاده قرار می‌گیرند:
1. فراهم نمودن اهرم که بدان طریق حرکتی کوچک در ارزش دارایی پایه می‌تواند منجر به تفاوتی اساسی در ارزش اوراق برگرفته شود.
2. سفته بازی و دستیابی به سود، اگر ارزش مشتقات مطابق انتظار سرمایه‌گذاران حرکت نماید این واقعیت محقق می‌گردد.
3. پوشش دهی و کاهش ریسک در دارایی پایه
4. خلق اختیارات در جایی که ارزش مشتقات وابسته به شرایط یا رویدادهای خاصی باشد.

## انواع برگرفتگان
در شرایط خارجی دو گروه از ابزارهای برگرفته وجود دارند که به واسطه شیوه‌ای که در بازارها معامله می‌گردند تمییز داده می‌شوند. این دو گروه عبارتند از:
1. اوراق برگرفته فرابورس (OTC): عبارت است از قراردادهایی که به صورت خصوصی بین دو طرف منعقد می‌شوند و هیچ گونه واسطه‌ای در این بین وجود ندارد.
2. اوراق برگرفته مبادله‌ای: عبارت است از معاملات استاندارد شده ابزار برگرفته که به صورت سازمان دهی شده و رسمی معامله می‌شوند؛ یعنی قابل خرید و فروش در بازار رسمی اوراق برگرفته هستند.

## انواع قراردادهای معمول برگرفته
1. معاملات آینده که به‌طور کلی به دو دسته فیوچرز (قرارداد آینده) و فوروارد (پیمان آتی) دسته‌بندی می‌شوند. قرارداد آتی قراردادهای استاندارد شده‌ای هستند که خریدار و فروشنده توافق و تعهد می‌کنند مقدار مشخصی از کالا را به قیمت معین و در زمان و مکان معین مورد معامله قرار دهند (بازار بورس). پیمان آینده قراردادی است که در خارج از تالار بورس خریدار و فروشنده توافق می‌کنند مقدار مشخصی از کالا را به قیمت معین و در زمان معین مورد معامله قرار دهند.[۸]
2. اختیار معامله قراردادی است که خریدار و فروشنده توافق می‌کنند که یک طرف در قبال پرداخت معینی، دارای اختیار خرید یا فروش کالای خاصی، به مقدار مشخص و به قیمت مشخص در زمان معین در آینده باشد.[۹]
3. پایاپای‌ها قراردادی هستند که جریانات نقدی را که بر اساس ارزش پایه واحدهای پولی، نرخهای مبادلات، نرخهای بهره، سهام و دیگر دارایی‌ها پی ریزی شده‌اند، پیش از تاریخ آینده مورد معامله قرار می‌دهند.
4. قراردادهای سلف، مشابه قراردادهای آتی هستند؛ اما در بازارهای غیررسمی و به‌صورت توافقی بین دو طرف معامله می‌شوند.
5. سوآپ‌ها، قراردادهایی است که در آن دو طرف توافق می‌کنند جریان‌های نقدی خود را در آینده مبادله کنند. رایج‌ترین نوع سوآپ، سوآپ نرخ بهره و سوآپ ارز است.[۱۰]

البته سایر ابزارهای برگرفته پیچیده می‌توانند به وسیله ترکیب اجزای این سه نوع اساسی ایجاد گردند.
علاوه بر آن پنج دسته دیگر از ابزارهای برگرفته عبارتند از:
1. برگرفتگان نرخ بهره
2. برگرفتگان ارزی
3. برگرفتگان اعتباری
4. برگرفتگان سرمایه
5. برگرفتگان کالایی

این برگرفتگان در واقع یک قرارداد مالی هستند که ارزش آن از نوع عملکرد دارایی، نرخ بهره، نرخ ارز یا شاخص‌ها مشتق می‌شود.

## ارزش یابی
دو نوع معمول ارزیابی عبارتند از:
1. قیمت بازار که ارزش قراردادها بستگی به میزان خرید و فروش آن‌ها دارد
2. قیمتهای آزاد آربیتراژی به این معنی که هیچ منفعتی بدون ریسک نمی‌تواند به واسطه مبادلات این قراردادها ایجاد شوند. اوراق سودآور مانند اختیار خرید و فروش می‌تواند به صورت دیفرانسیل دلتا نمایش و به وسیله اندازه‌گیری طبیعی ریسک، قیمت‌گذاری شود. در نهایت ارزش گذاری اوراق برگرفته براساس «احتمالات» انجام می‌گیرد.[۱۳][۱۴]

## معایب
معایب بسیاری بر ابزارهای برگرفته وجود دارد که چند نمونه کلی آن‌ها عبارتند از:
1. امکان زیان بسیار: استفاده از ابزارهای برگرفته به دلیل ایجاد اهرم یا وام‌گیری زیاد می‌تواند منجر به زیان‌های شدیدی شود.
2. ریسک بخش شمارنده: برخی مشتقات خصوصاً پایاپای‌ها موجب می‌شوند که سرمایه‌گذاران متحمل ریسک بخش شمارنده شوند. البته انواع مختلف مشتقات با درجات متفاوتی از این ریسک مواجه می‌گردند.
3. ارزش خیالی بالا
4. اهرمی شدن بدهی اقتصادی

## مزایا
استفاده از این ابزارها می‌تواند مزایایی اینچنینی زیر ایجاد نماید:
1. این ابزارها خرید و فروش ریسک را آسان می‌نمایند و افراد بسیاری این مسئله را در سیستم اقتصادی مناسب می‌پندارند. با آنکه در این منظر برخی سود و برخی متحمل زیان می‌شوند تا زمانی که از معامله اوراق برگرفته در یک محیط عادی، در مقابل ضرر یک فرد، نفر دیگر سود می‌برد مبادلات اوراق برگرفته تأثیری روی سیستم اقتصادی نخواهد داشت.
2. به عقیده رئیس فدرال رزرو استفاده از ابزارهای برگرفته اثر رکود اقتصادی را در ابتدای قرن ۲۱ ملایم ساخته‌است.